# Oslo (Minnesota)
Oslo is een stad (town) in de Amerikaanse staat Minnesota. De plaats behoort tot de kleine groep van steden in Amerika, aldaar towns genoemd.
Oslo is gelegen in de Marshall County, in het noordwesten van de staat. Oslo ligt op de staatsgrens met North Dakota. De grens wordt bepaald door Red River of the North, een grote rivier die langs de grens loopt van de twee staten. Het grondgebied van Oslo is ook maar 1,265 km² groot. Het heeft daarom weinig ruimte om echt groot te worden, maar de plaats kent wel een lichte stijging in het aantal inwoners.
Bij de volkstelling van 2000 kende Oslo 347 inwoners. In 2006 wordt dat geschat op 362. In 2009 was het aantal bewoners gedaald naar 309. Van deze inwoners is naar schatting 35 tot 40 procent van Noorse afkomst. De plaats werd namelijk gesticht door emigranten uit Noorwegen.
Door Oslo loopt ook Highway 1, en nabij Oslo loopt ook nog de Interstate 29.

## Plaatsen in de nabije omgeving
De onderstaande figuur toont nabijgelegen plaatsen in een straal van 28 km rond Oslo.